# Nivnice
Nivnice – gmina w Czechach, w powiecie Uherské Hradiště, w kraju zlińskim. Według danych z dnia 1 stycznia 2012 liczyła 3328 mieszkańców.
Nivnice jest najbardziej prawdopodobnym miejscem urodzenia Jana Amosa Komeńskiego.